# Greatford
Greatford – wieś i civil parish w Anglii, w hrabstwie Lincolnshire, w dystrykcie South Kesteven. Leży 61 km na południe od Lincoln i 133 km na północ od Londynu.
W 2011 roku civil parish liczyła 268 mieszkańców. Greatford jest wspomniana w Domesday Book (1086) jako Greteford/Griteford(e).